# Řád sv. Huberta
Řád svatého Huberta (německy Orden des Heiligen Hubertus nebo Hubertusorden), také se používá Řád lovecké trubky (Orden vom Horn), byl falcký a bavorský řád. Vznikl 3. listopadu 1444 jako světský rytířský řád. Založil ho vévoda Gerhard Jülišsko-Bergský na památku svého vítězství v bitvě u Linnichu, která se odehrála na den svatého Huberta. Jeho syn Vilém dal řádu statuta. Roku 1609 vymřel Janem Vilémem Jülišsko-Klévsko-Bergským celý rod a řád upadl do zapomnění. Byl obnoven 29. září 1708 falckým kurfiřtem Janem Vilémem Falckým. Potvrzením a rozšířením statut kurfiřtem Karlem Theodorem Falckým se stal k roku 1744 řádem bavorským. Dosud se uděluje jako rodinný řád dynastie Wittelsbachů. Uděluje se v jediné třídě vždy omezenému počtu lidí. Současným velmistrem je František, vévoda bavorský.
Na území českých zemí bylo lovecké bratrstvo se stejným jménem ustaveno hrabětem Šporkem roku 1695 a působí v Česku i dnes.

## Vzhled řádu
Odznakem je zlatý maltézský kříž vyvedený v bílém smaltu a zakončený kuličkami. Mezi jeho jednotlivými rameny jsou umístěny tři zlaté paprsky. Plocha kříže je pokryta zlatými plaménky a kříž je převýšen korunkou. Ve středovém medailonu kříže je vyobrazena scéna setkání svatého Huberta s jelenem na zeleném poli, okolo se vine staroněmecké heslo In Trav vast (Ve věrnosti pevný). Na zadní straně (revers) odznaku se nachází říšské jablko v červeném poli, obklopené latinským nápisem In memoriam recuperatae dignitatis avitae 1708 (Na paměť znovuzískané staré hodnosti 1708).
Hvězda řádu je stříbrná a osmicípá. V jejím středu je situován zlatý nesmaltovaný řádový kříž a v jeho červeném středu se pak nachází zlatý nápis In Trav vast. Stuha červená se zeleným lemem.

## Dělení a způsoby nošení
Řád byl udělován v jedné třídě a nosil se na velkostuze a na řetězu.

## Galerie

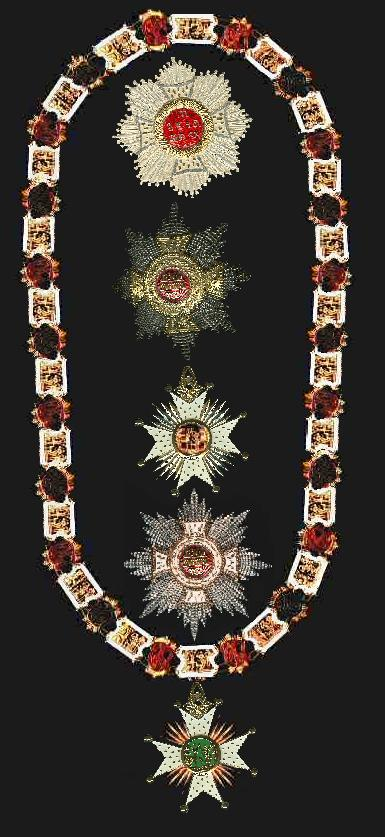
Několik verzí hvězdy Řádu sv. Huberta
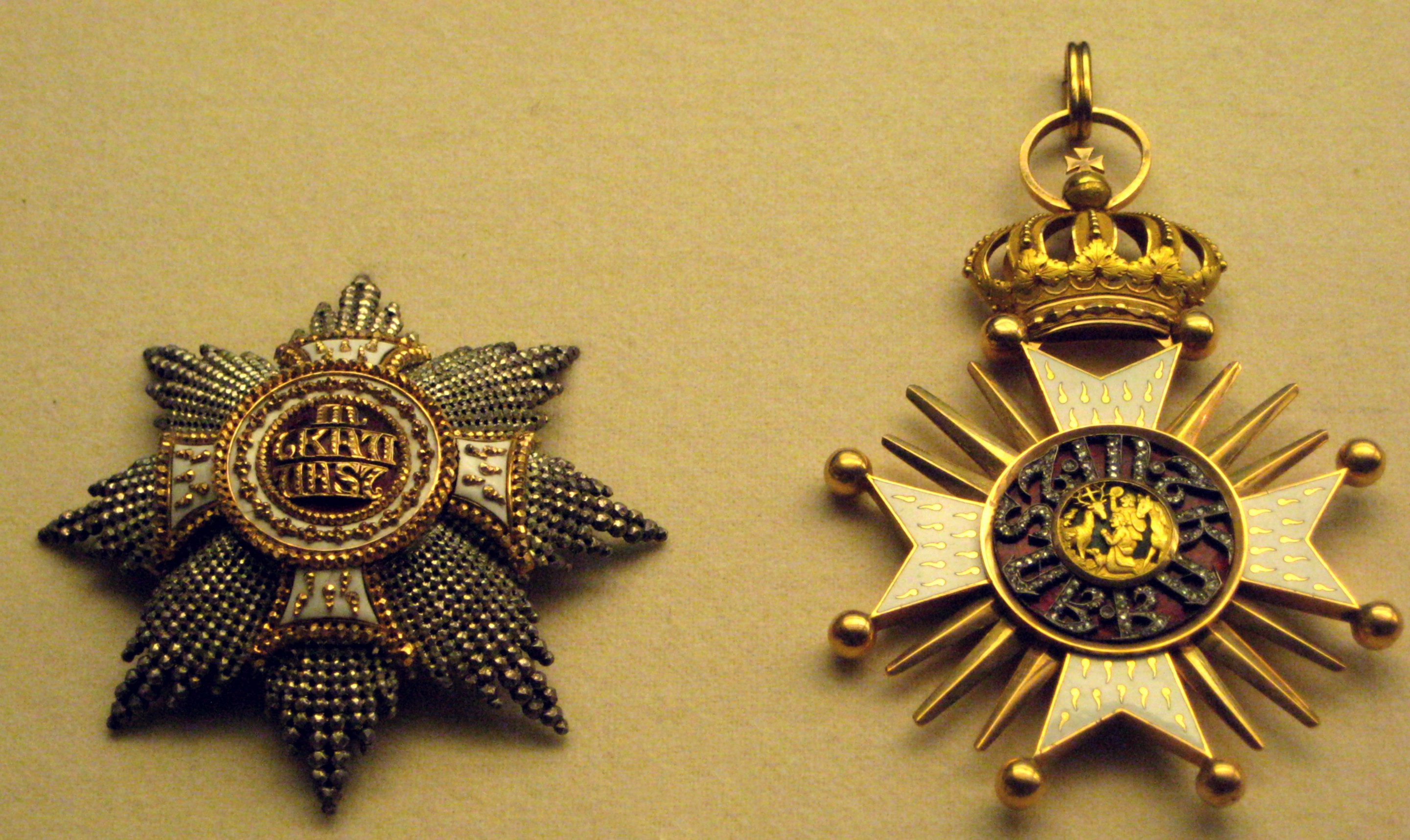
Řádová hvězda a odznak řádu z počátku 19. století
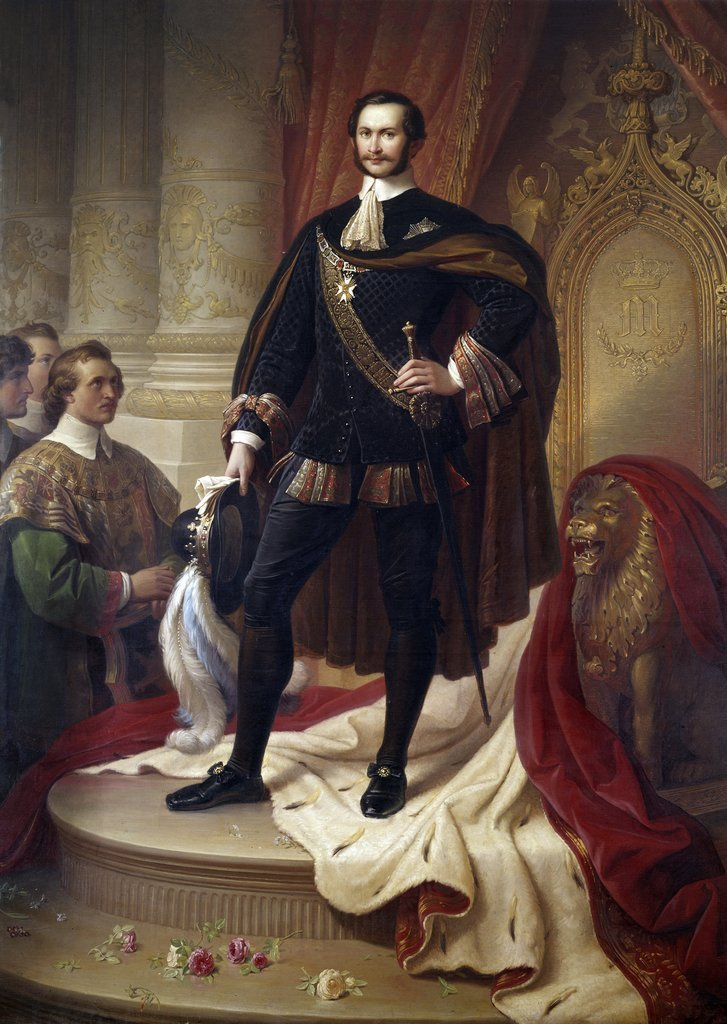
Bavorský král Maxmilián II. (1811-1864) s Řádem sv. Huberta a v řádové uniformě